# 百鬼繚乱
『百鬼繚乱（ひゃっきりょうらん）』は、日本のヘヴィメタルバンド陰陽座の2ndアルバム。2000年12月24日発売。オリジナル盤の発売元は魍魎の匣。

## 概要
- 前作から約1年ぶりとなるアルバム。
- 2002年1月10日、2004年1月7日にも、それぞれ再発売されている。
- この時もメンバー各々の仕事とバンド活動を両立させるため、セルフプロデュースで製作している。

## 収録曲
1. 式を駆る者（しきをかるもの）
（作詞・作曲：瞬火）
  - 陰陽師をテーマとした曲。また「月に叢雲花に風」という言葉の意味を取り入れた歌詞も随所に見られる。ライブではイントロに入る前に、黒猫のアカペラによる口上がある。
2. 桜花ノ理（おうかのことわり）
（作詞・作曲：瞬火）
  - 1stシングルの表題曲。京極夏彦の小説『絡新婦の理』をテーマとしたナンバー。
  - シングル版と異なり、黒猫の台詞がない。
3. 塗り壁（ぬりかべ）
（作詞・作曲：瞬火）
  - 塗壁は、瞬火の好きな妖怪であるらしい。
4. 癲狂院狂人廓（てんきょういんくるいとくるわ）
（作詞・作曲：瞬火）
  - 「癲狂院」とは明治期に使われていた言葉で、「精神病院」の意。
  - 夢野久作の小説『ドグラ・マグラ』をモチーフにした曲。
5. 八咫烏（やたがらす）
（作詞・作曲：瞬火）
6. 歪む月（ゆがむつき）
（作詞・作曲：黒猫）
  - 黒猫曰く「半人半魚の女性の悲恋と贖罪をモチーフとした」バラード。
7. 帝図魔魁譚（ていとまかいたん）
（作詞：瞬火、作曲：招鬼・瞬火）
8. 化外忍法帖（けがいにんぽうちょう）
（作詞・作曲：瞬火）
9. 奇子（あやこ）
（作詞・作曲：黒猫）
  - 手塚治虫の著作『奇子』をテーマとした曲。
10. がいながてや
（作詞・作曲：瞬火）
  - ライブでは演奏されることが多いナンバー。「がいながてや」とは南予地方の方言で、「すごいんですよ」という意味。